# كارلو فيراريو
كارلو فيراريو (بالإيطالية: Carlo Ferrario)‏ هو لاعب كرة قدم إيطالي في مركز الهجوم، ولد في 20 نوفمبر 1986 في كومو في إيطاليا. شارك مع Italy national football C team ‏. أما مع النوادي، فقد لعب مع كييفو فيرونا ونادي فاريسي ونادي ليكو ونادي مونزا.

## وصلات خارجية
- كارلو فيراريو على موقع قاعدة بيانات كرة القدم.إي يو (الإنجليزية)
- كارلو فيراريو على موقع Soccerway.com (الإنجليزية)